# Blómi
Blómi è il sesto album in studio della cantautrice norvegese Susanne Sundfør.

## Tematiche
Il titolo dell'album vuol dire «sbocciare» in norvegese antico e i testi pescano dalle esperienze di vita della cantautrice, con particolare riferimento al lavoro accademico del nonno linguista e alla propria esperienza di moglie e neomamma. In particolare, Sundfør ha voluto dedicare Blómi alla figlia, pensandolo come una lettera per guidarla in un mondo instabile, e lo ha voluto fare anche traendo ispirazione dalla storia delle popolazioni indigene scandinave, che un tempo si basavano su strutture sociali matrilineari. Se i brani Ashera's Song e Blómi sono direttamente dedicati alla figlia, Alyosha e Náttsǫngr (precedentemente presentata dal vivo come Sleepwalking) sono invece dedicati al marito di Sundfør.

La cantautrice ha dichiarato:
Nonostante i titoli, quasi tutti i brani sono in lingua inglese, con l'unica eccezione di Sānnu Yārru Lī, che contiene citazioni dal lavoro di ricerca linguistica del nonno di Sundfør.

## Stile musicale
L'album Blómi si mantiene su coordinate stilistiche simili a quelle di Music for People in Trouble, alternando brani primariamente jazz (Blómi, Fare Thee Well) altri di folk cantautoriale acustico (Rūnā, Alyosha) dai riferimenti a Joni Mitchell, Carole King e Beth Orton; sono comunque presenti anche brani con elementi soul, blues e pop soul con richiami a Norah Jones e ad Adele (Fare Thee Well, Náttsǫngr) e un altro con armonizzazioni vocali gospel e suoni della natura (Leikara Ljóð). Tre brani, anziché essere cantanti, presentano una sezione vocale parlata secondo un modello di spoken word ispirato a Gil Scott-Heron: Sānnu Yārru Lī, dall'arrangiamento con percussioni e strumenti a fiato dal sapore etnico ed esotico, l'intro Orð Vǫlu e l'outro Orð Hjartans. Questi ultimi due brani presentano sezioni strumentali puramente incentrate sulla musica elettroacustica colta (musique concrete ed electro-ambient), similmente a quanto già sentito nella citazione a Karlheinz Stockhausen presente nella titletrack di Music for People in Trouble. La musica elettronica, stavolta ispirata a quella di Isao Tomita e definita da alcuni critici come «fantascientifica», è presente anche nella cullante Ashera's Song, pensata come una ninna nanna per la figlia di Sundfør; questo è l'unico brano che si avvicina al dream/art pop presente in alcuni di The Brothel e The Silicone Veil.
La principale differenza rispetto all'album precedente la si trova nelle atmosfere e nell'impronta emotiva data dalle melodie: se Music for People in Trouble era triste e malinconico, Blómi risulta per lo più speranzoso e luminoso.

## Tracce
Testi e musiche di Susanne Sundfør, eccetto dove indicato.
1. Orð Vǫlu – 3:47 (musica: Eline Vistven, Jørgen Træen)
2. Ashera’s Song – 3:44
3. Blómi – 4:59
4. Rūnā – 4:46
5. Fare Thee Well – 4:23
6. Leikara Ljóð – 6:47
7. Alyosha – 5:31
8. Sānnu Yārru Lī – 5:44 (testo: Kjell Aartun – musica: André Roligheten, Gard Nilssen, Jørgen Træen, Nikolai Hængsle, Ståle Storløkken, Susanne Sundfør)
9. Nāttsǫngr – 3:49
10. Orð Hjartans – 2:26 (musica: Eline Vistven, Jørgen Træen)

## Formazione
- Susanne Sundfør – voce, pianoforte, chitarra acustica, sintetizzatore, arrangiamenti, programmazione
- André Roligheten – sassofono (tracce 3, 5 e 9), arrangiamenti aggiuntivi (traccia 9)
- Jørgen Træen – sintetizzatore
- Ståle Storløkken – sintetizzatore
- Erlend Viken – hardingfele
- Nikolai Hængsle – basso
- Gard Nilssen – batteria e percussioni
- Eline Vistven – voce (tracce 1 e 10)

Produzione:
- Jørgen Træen – produzione, missaggio, arrangiamenti aggiuntivi (traccia 6)
- Greg Calbi – mastering
- Steve Fallone – mastering
- Inge Sundfør – foto di copertina
- Jordan Marks – artwork

## Classifiche
| Classifica (2023)         | Posizione massima |
| ------------------------- | ----------------- |
| Norvegia                  | 2                 |
| Regno Unito (download)    | 31                |
| Regno Unito (independent) | 31                |